# Verviers
Verviers (en idioma valón Vervî) es una ciudad belga de la provincia de Lieja, en la región de Valonia. En 2019 contaba con una población de 55 207 habitantes.

## Toponimia
El nombre de Verviers podría derivar del nombre Virovius, del cual se originaría el topónimo Viroviacus. Según otra versión, el nombre derivaría de vert et vieux (verde y viejo), dos cualidades que designan a un antiguo roble de Verviers y cuyas ramas figuran en el escudo de la ciudad.
En la actualidad exhibe el título de "Capital valona del agua".[cita requerida]

## Geografía
Está situada cerca de la frontera con Alemania y los Países Bajos, punto de vinculación entre Lieja, Aquisgrán y Maastricht, y está bañada por el río Vesdre, un afluente del río Mosa. La ciudad es la capital del municipio de Verviers que cuenta con 29 comunas. Verviers es también un conglomerado urbano denominado "agglomération verviétoise", compuesto por las comunas de Dison, Pepinster y una parte de la localidad de Polleur que cuenta con unos 80 000 habitantes. Es la segunda ciudad de la provincia después de Lieja y es una de las diez más importantes de la Valonia.

### Secciones del municipio
El municipio comprende los antiguos municipios, que se fusionaron en 1977:
- Verviers
- Ensival
- Heusy
- Lambermont
- Stembert

## Demografía

### Evolución
Todos los datos históricos relativos al actual municipio, el siguiente gráfico refleja su evolución demográfica, incluyendo municipios después de efectuada la fusión el 1 de enero de 1977.
| Gráfica de evolución demográfica de Verviers entre 1846 y 2019 |
|                                                                |

## Lugares de interés

### Monumentos
- L'Hôtel de Ville (Ayuntamiento)
- La Place Verte (La plaza Verde)
- L'ancienne Grand'Poste (La vieja Grand'Poste)
- Le Palais de Justice (Palacio de Justicia)
- Le Grand Théâtre (El Gran Teatro)
- La Gare Centrale (La estación central)
- La Place de la Victoire (La Plaza de la Victoria)
- La Fontaine Ortmans (la fuente de Ortmans)
- La Société Royale d'Harmonie
- Le Centre touristique Laine et Mode
- Le Centre Hositalier Peltzer La Tourelle
- La Maison Closset
- L'Eglise Notre-Dame des Récollets (La Iglesia de Nuestra Señora)
- L'Église Saint-Remacle
- La fontaine secrète
- La fontaine "les burettes"
- La fontaine "Rio + 10"
- L'ancien octroi
- La maison du Prince
- La maison Moulan
- Le musée d'archéologie (El museo arqueológico)
- Le musée des Beaux-Arts (El museo de Bellas Artes)
- La maison de l'eau Pierre de Bonvoisin

### Paseos
- La Rue des Raines
- Le Parc de l'Harmonie
- Le Parc de Séroule
- La Rue Jules Cerexhe
- Les quais en bord de Vesdre
- Le Piétonnier Pont-aux-Lions

## Economía

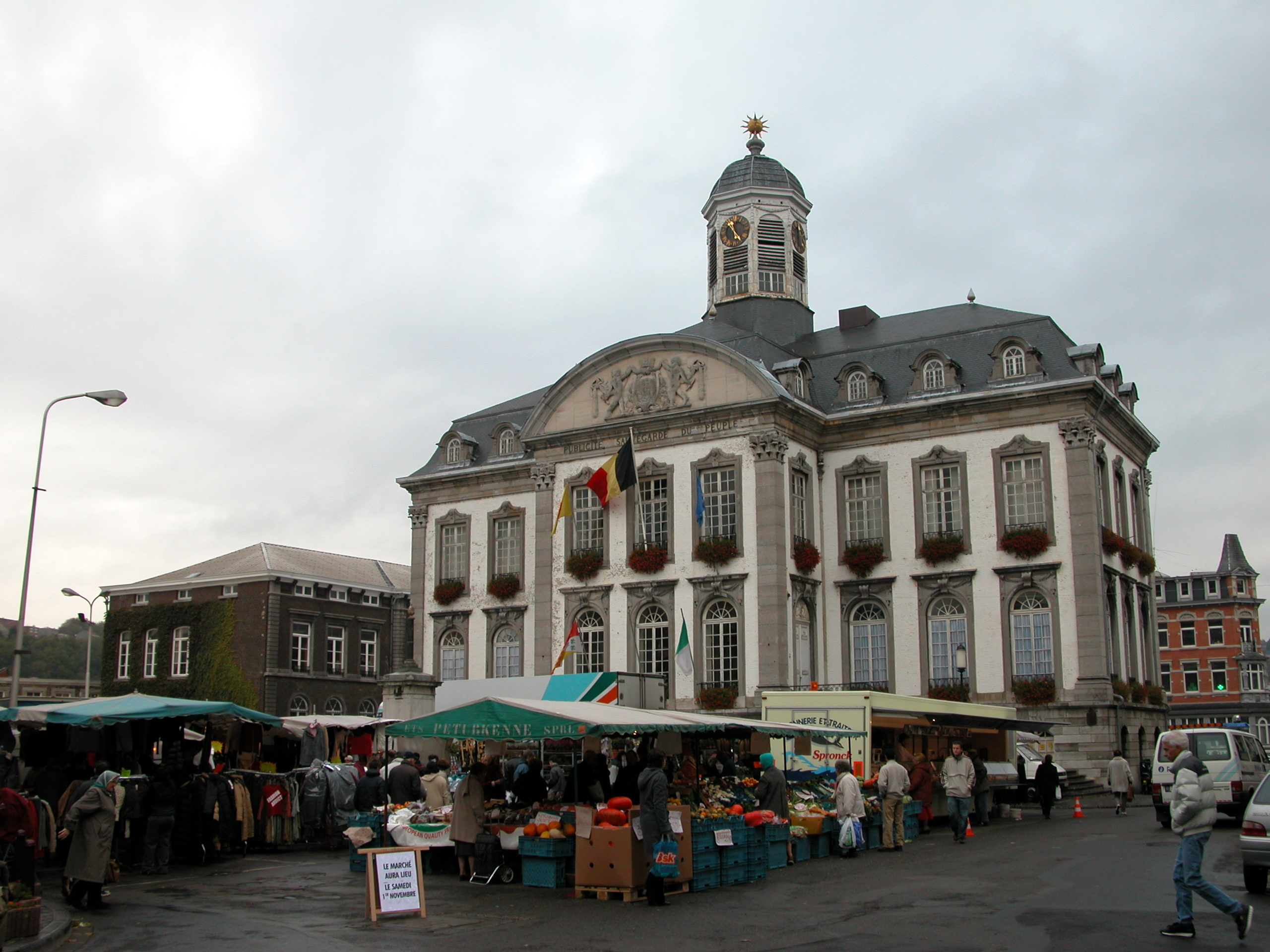
Mercado local frente al hotel de ville

Durante la industrialización del siglo XVIII hasta principios del siglo XX, fue un centro importante de producción de lana, reconocido a nivel mundial por sus innovaciones tecnológicas. 
En lo relativo al turismo existen en la ciudad varios edificios de interés histórico para visitar. Existe un turismo regional en las proximidades de las Ardenas: Gileppe, Hautes Fagnes, circuito de Francorchamps, ciudad de Spa.
Verviers se encuentra en una zona industrial situada en buena ubicación gracias a la proximidad con las autopistas E40 y E42. Son conocidas especialmente las zonas industriales de Petit-Rechain, Stembert, Lambermont y les Plenesses.

## Gastronomía
- Torta Gâteau de Verviers
- Torta de arroz
- Vaution